# Avetrana
Avetrana est une commune italienne de la province de Tarente, dans la région Pouilles.

## Administration
| Période                                  | Période  | Identité       | Étiquette | Qualité |
| ---------------------------------------- | -------- | -------------- | --------- | ------- |
| mai 2006                                 | mai 2011 | Mario De Marco | PdL       |         |
| mai 2011                                 | En cours | Mario De Marco | PdL       |         |
| Les données manquantes sont à compléter. |          |                |           |         |

### Hameaux
Urmo Belsito.

### Communes limitrophes
Erchie, Manduria, Nardò, Porto Cesareo, Salice Salentino, San Pancrazio Salentino.